# ...in Death of Steve Sylvester
...in Death of Steve Sylvester è il primo album in studio del gruppo metal italiano Death SS, pubblicato nel 1988.

## Descrizione
L'album presenta classiche sonorità heavy metal (spesso con elementi speed e doom metal), arricchite da tetri riff di chitarra e vari effetti sonori inquietanti. Le tematiche sono legate all'horror, come tipico del gruppo, che è definito pioniere dell'horror metal.
Quasi tutte le canzoni del disco sono ri-registrazioni di composizioni risalenti ai tardi anni 70 e ai primi anni 80, originariamente registrate dalla prima formazione; le canzoni totalmente inedite sono Vampire, Death e Werewolf. I brani sono stati composti da Steve Sylvester e dal chitarrista originario della band, Paul Chain, fatta eccezione per I Love the Dead, reinterpretazione di un brano di Alice Cooper, e per le bonus tracks aggiunte In Ancient Days e Come to the Sabbath, due brani incisi in origine dai Black Widow, gruppo di grande ispirazione per Sylvester. Vampire e Terror sono due tra le canzoni più famose dei Death SS, e vengono quasi sempre suonate dal vivo durante i concerti. Le prime 5 canzoni del disco sono incentrate sui mostri dei film horror, ed ogni membro del gruppo ne rappresenta uno: il cantante Steve Sylvester è il vampiro, i chitarristi Christian Wise e Kurt Templar sono rispettivamente la morte e lo zombie, il bassista Erik Landley è la mummia, il batterista Boris Hunter è il licantropo.
Nel 1997 la Lucifer Rising Records ha pubblicato una versione rimasterizzata contenente quattro bonus tracks.

## Tracce
1. Vampire – 5:37 (Stefano Silvestri)
2. Death – 4:44 (Stefano Silvestri)
3. Black Mummy – 5:57 (Stefano Silvestri)
4. Zombie – 5:13 (Paolo Catena e Stefano Silvestri)
5. Werewolf – 5:29 (Stefano Silvestri)
6. Terror – 8:05 (Paolo Catena e Stefano Silvestri)
7. I Love the Dead (cover di Alice Cooper) – 4:22 (Alice Cooper e Bob Ezrin)
8. The Hanged Ballad – 8:19 (Stefano Silvestri)
9. Murder Angels – 4:00 (Paolo Catena e Stefano Silvestri)

### Bonus track
1. In Ancient Days (cover dei Black Widow) – 6:12
2. Come to the Sabbath (cover dei Black Widow) – 4:10
3. Zombie (Demo 1980) – 6:13
4. Black Mummy (live 1980) – 5:10

## Formazione
- Steve Sylvester "The Vampire" - voce
- Christian Wise "The Death" - chitarra
- Kurt Templar "The Zombie" - chitarra
- Erik Landley "The Black Mummy" - basso
- Boris Hunter "The Werewolf" - batteria